# Religión en la Antigua Roma

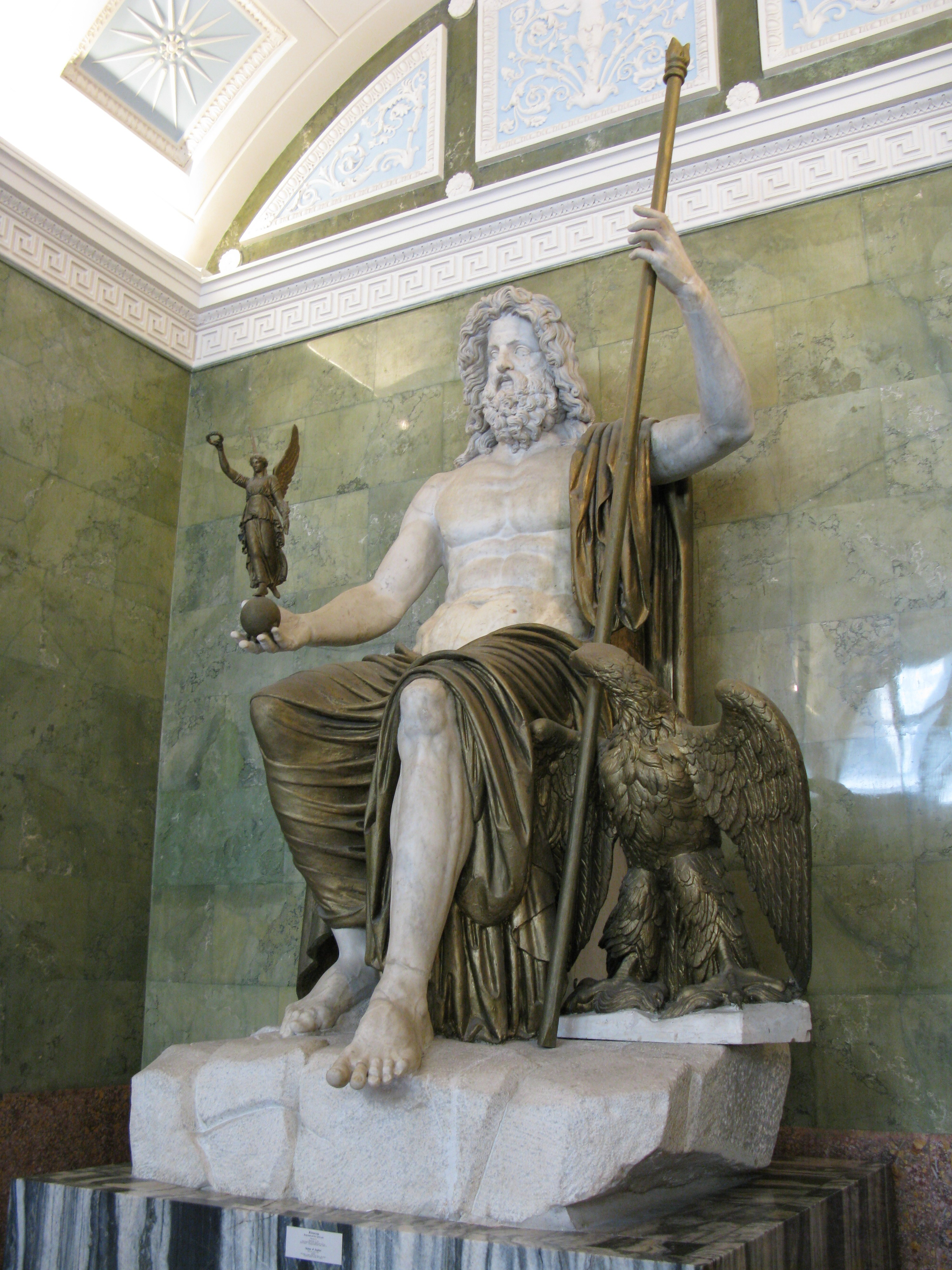
Reconstrucción de una estatua de Júpiter datada en el. El dios Júpiter era la deidad principal del culto público romano. En el monte Capitolino se erigía el Templo de Júpiter Óptimo Máximo, el más importante de Roma.

La religión en la antigua Roma consistía en diversas prácticas religiosas imperiales y provinciales, que eran seguidas tanto por las gentes de Roma como por aquellos pueblos que estaban bajo su dominio.
Los romanos se consideraban a sí mismos muy religiosos y atribuían su éxito como potencia mundial a su piedad colectiva (pietas) a la hora de mantener buenas relaciones con los dioses. Su religión politeísta es conocida por haber venerado a muchas deidades.
La religión romana consistía, igual que entre los griegos, más en un conjunto de cultos que en un cuerpo de doctrinas. Había dos clases de cultos: los del hogar, que unían estrechamente a la familia, y los públicos, que estimulaban el patriotismo y el respeto al Estado. En la época imperial se añadiría el culto al emperador. En términos generales, se trataba de una religión tolerante con todas las religiones extranjeras, pues los romanos acogieron a dioses griegos, egipcios, frigios, etc. También era una religión contractual, pues las plegarias y ofrendas se hacían a manera de pacto con los dioses, es decir, para recibir favores, y si el creyente entendía que la divinidad no cumplía, dejaba de rendirle culto.
La presencia de los griegos en la península itálica desde el principio del periodo histórico influyó en la cultura romana, introduciendo algunas prácticas religiosas que se convirtieron en fundamentales, como el culto a Apolo. Los romanos buscaron puntos en común entre sus dioses principales y los de los griegos (interpretatio graeca), adaptando los mitos y la iconografía griegos a la literatura latina y al arte romano, como habían hecho los etruscos. La religión etrusca también tuvo una gran influencia, sobre todo en la práctica del auspicio, utilizado por el Estado para buscar la voluntad de los dioses. Según las leyendas, la mayoría de las instituciones religiosas de Roma se remontan a sus fundadores, en particular Numa Pompilio, el segundo rey sabino de Roma, que negociaba directamente con los dioses. Esta religión arcaica fue la base del mos maiorum, «el camino de los antepasados» o simplemente «la tradición», considerada como algo fundamental para la identidad romana.
La religión romana era práctica y contractual, basada en el principio de do ut des, «yo doy para que tú des». La religión dependía del conocimiento y de la práctica correcta de la oración, el ritual y el sacrificio, no de la fe o el dogma, aunque la literatura latina conserva especulaciones académicas sobre la naturaleza de lo divino y su relación con los asuntos humanos. Incluso los más escépticos de la élite intelectual romana, como Cicerón, que era augur, veían la religión como una fuente de orden social. A medida que el Imperio Romano se expandía, los emigrantes a la capital traían sus cultos locales, muchos de los cuales se hicieron populares entre los italianos. El cristianismo fue en algún momento el más exitoso de estos cultos, y en el año 380 se convirtió en la religión oficial del Estado.
Para los romanos de a pie, la religión formaba parte de la vida cotidiana. Cada hogar tenía un santuario doméstico en el que se ofrecían oraciones y libaciones a las deidades domésticas de la familia. Santuarios de barrio y lugares sagrados, como manantiales y arboledas, se encontraban por doquier en la ciudad. El calendario romano estaba estructurado en torno a las celebraciones religiosas. Las mujeres, los esclavos y los niños participaban en una serie de actividades religiosas. Algunos rituales públicos sólo podían ser llevados a cabo por mujeres, y éstas formaban el que quizá sea el sacerdocio más famoso de Roma, las Vestales, apoyadas por el Estado, que atendieron el Fuego sagrado de Vesta, en Roma durante siglos, hasta que fueron disueltas bajo la dominación cristiana.

## Orígenes

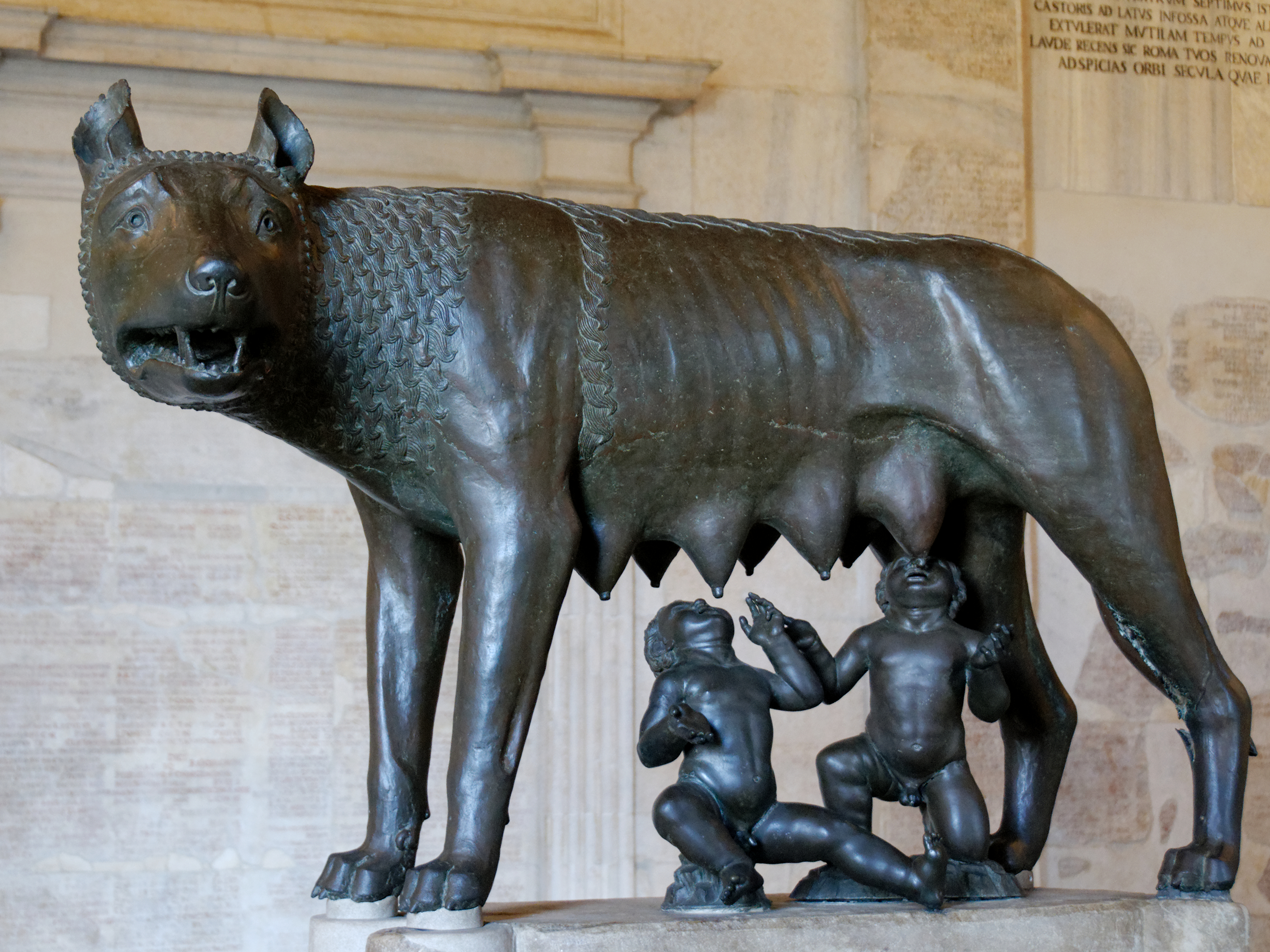
La Lupa Capitolina amamantando a los gemelos Rómulo y Remo, fundadores míticos de la ciudad de Roma.

No es posible rastrear los orígenes exactos de la religión romana, puesto que no existen datos arqueológicos y documentos lo suficientemente confiables. Sin embargo, los orígenes míticos de la ciudad en 753 a. C., según Varrón, tienen algunas confirmaciones aproximadas de la arqueología. De acuerdo a las versiones legendarias, no se puede decir que la religión romana sea «primitiva», en tanto que los fundadores, venidos de Alba Longa, reivindicaron con el tiempo su origen ilustre (como descendientes de Eneas y pertenecientes, por tanto, a la tradición de los poemas homéricos), y se declararon colonos a las orillas del Tíber. No se puede decir tampoco que fuera una religión «inicial», puesto que el lugar de la fundación ya había sido frecuentado, antes de la llegada de los fundadores, y de acuerdo con el mito, por los dioses latinos Marte y Juno, y en las orillas del Tíber se levantaba un altar al héroe griego Heracles (que para los romanos pasaría a ser Hércules). Finalmente, tampoco se puede decir que fuera una religión «compacta», puesto que, si bien es cierto que a Rómulo se le atribuyó la consagración de los lugares sagrados de Júpiter, será solo Numa Pompilio, su sucesor, quien, según la leyenda, establezca una religión coherente. En síntesis, esta religión aceptaba lo procedente de tradiciones anteriores, se formaba como una construcción voluntaria, y por tanto, estable en sus esquemas, pero a la vez progresiva en lo teológico y capaz de acoger fuerzas divinas externas.
La mayor parte de las tradiciones religiosas de la península itálica, sobre todo las de Etruria, se remontaban bien a las de Tracia y la isla de Samotracia, bien a las de Tesalia y Dodona. En dichas tradiciones dominaba una especie de fetichismo religioso, o atribución de cualidades sobrenaturales a objetos inanimados, y en algunos casos, también animados. Por ejemplo, para los sabinos, una lanza (quir) clavada en tierra, era el dios Mamers, Mavors o Marte, el fuego era Vulcano, etc. En la confederación de los etruscos, las divinidades eran de dos tipos: generales (adoradas por toda la comunidad), o particulares (patronos o númenes específicos de cada poblado).
Los especializados ritos religiosos etruscos estaban codificados en varias colecciones de libros escritos bajo el título latino genérico de Etrusca Disciplina. Los Libri Haruspicini trataban de la adivinación por medio de las entrañas de animales sacrificados; los Libri Fulgurales exponían el arte de la adivinación mediante la observación de los rayos; una tercera colección, los Libri Rituales, abarcaban la codificación de la vida política y social así como las prácticas rituales. Según el escritor latino del siglo IV Mario Servio Honorato, existía una cuarta colección de libros etruscos, que trataba de los dioses animales. Durante el siglo V las autoridades cristianas consideraron a las obras de religión romana como paganas y por lo tanto las quemaron; el único libro superviviente, el Liber Linteus Zagrabiensis, fue escrito sobre lino, y sobrevivió únicamente al ser utilizado para envoltura de momias.
Los primeros romanos rendían culto a fuerzas y seres sobrenaturales de carácter indefinido llamados numina («presencia»; singular: numen) como Flora, Fauno, etc. Los de la vivienda familiar eran los Forculus (que guardaban las puertas), los Limentinus (que guardaban los umbrales), Cardea (de los goznes), etc. Roma en un principio tuvo dos divinidades principales: Vesta y Palas troyana, a las que pronto se sumaron Júpiter, cuyo culto se estableció en el Monte Capitolino; Jano, el de los comienzos y los finales; Marte, gran inaugurador del tiempo y del antiguo año calendárico, y finalmente, Rómulo, hijo de Marte, identificado con Quirino, como fundador de la Urbe y del Estado. Se cree que los romanos no construyeron templos ni estatuas sino hasta pasados unos doscientos años después de Numa Pompilio, por influencia, principalmente, de etruscos y griegos.

### Los bosques sagrados
Es probable que los bosques sagrados (Luci), fueran los primeros lugares destinados al culto de los dioses hasta que se erigieron altares, pequeñas capillas y, por último, templos a cuyo alrededor se plantaban bosques, los cuales eran tan sagrados como los mismos templos. Los romanos solían ir en los días festivos a los bosques sagrados, donde podían bailar y tomar meriendas, siempre y cuando hubieran colgado ofrendas en las ramas de los árboles, que así dispuestos se llamaban coronatos ramos, porque los adornaban con las teniae (vendas de lana, lino o seda), cuyas cintas podían luego adornar las estatuas de los dioses dentro de los templos. El respeto que se guardaba a los bosques sagrados fue tal, que se consideraba sacrílega a la persona que cortara uno de sus árboles, si bien se podía rozar la hierba y podar las ramas de los arbustos. Asimismo, los bosques sagrados fueron considerados asilos, al igual que los templos, donde las personas perseguidas por cualquier motivo podían refugiarse.
Los bosques sagrados más importantes en Roma fueron:
- El Bosque de Diana, en el camino de Aricia.
- El Bosque de Egeria, en la Vía Appia.
- El Bosque de Juno Lucina, al pie de las Esquilias.
- El Bosque de Laverna, próximo a la Vía Salaria.
- El Bosque de las Musas, en la Vía Appia.
- El Bosque de Vesta, al pie del monte Palatino.

## El culto doméstico

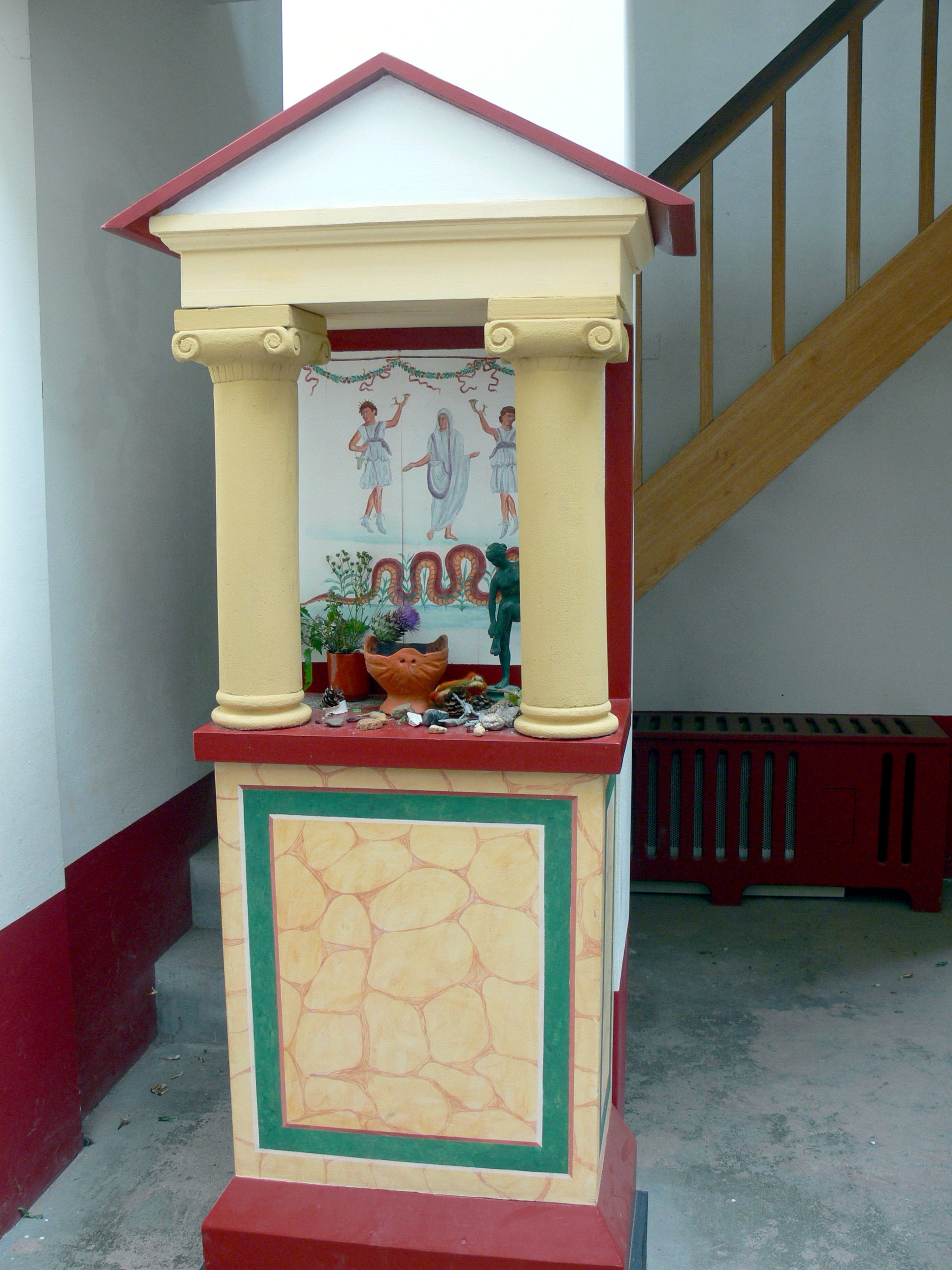
Reconstrucción de un lararium, pequeño santuario doméstico que existía en las casas romanas para honrar a los lares, manes y penates familiares.

En cada familia se rendía culto a los numina al igual que a los antepasados: el genio familiar, los lares, protectores de los campos, los manes, protectores de la casa, y los penates, protectores de la despensa y los alimentos. El pater familias oficiaba como sacerdote, especialmente durante la cena, en donde se hacían libaciones, es decir, derramamiento de vino, leche o miel sobre el lararium, o santuario familiar, en el cual ardía siempre una llama, a la que llamaban hogar. Entre los romanos no había culto a los muertos. Los cadáveres eran incinerados, mientras se pronunciaban discursos de alabanzas al fallecido, y las cenizas eran guardadas en urnas funerarias.
Había dioses específicos para la vida cotidiana:
- Nundina, dios o genio protector del nacimiento y desarrollo del hombre.
- Educa y Pontina, dioses del comer.
- Cunina o Cunaria, diosa que guardaba los niños en la cuna y a la cual ofrecían libaciones de leche las matronas romanas.
- Ossipago, dios que robustece los huesos.
- Abeona, diosa que enseñaba a andar.
- Fabulinus, Farinus y Locutius, dioses que enseñaban a hablar.
- Iterduca,[8] diosa que llevaba al niño a la escuela y lo protegía en el camino.
- Domiduca, diosa que lo devolvía al hogar desde la escuela y lo protegía en el camino.

El campesino invocaba al dios del barbecho, de la labor, de los surcos, sementeras, al de segar, trillar. Entre los dioses agrícolas están Rucina, Messia, Tutulina, Terensis, Apulino, Tellumo vervactor, Tellumo occator, Tellumo Messor, etc.
Los ganaderos tenían sus divinidades propias:
- Bubona, que velaba por los rebaños de bueyes.
- Epona, que velaba por las yeguadas.
- Pales, que velaba por los rebaños de carneros.
- Flora y Silvano, dioses tutelares pastores.
- Pomona, diosa tutelar de jardineros y hortelanos.

Existían además dioses considerados negativos:
- Véjove, un dios de naturaleza infernal.
- Laverna, diosa de los ladrones y carteristas.
- Dioses del aire pestilente.
- Dioses de la fiebre, enfermedades y demás.
- Lémures o fantasmas que despertaban gran temor al pueblo.

## El culto público

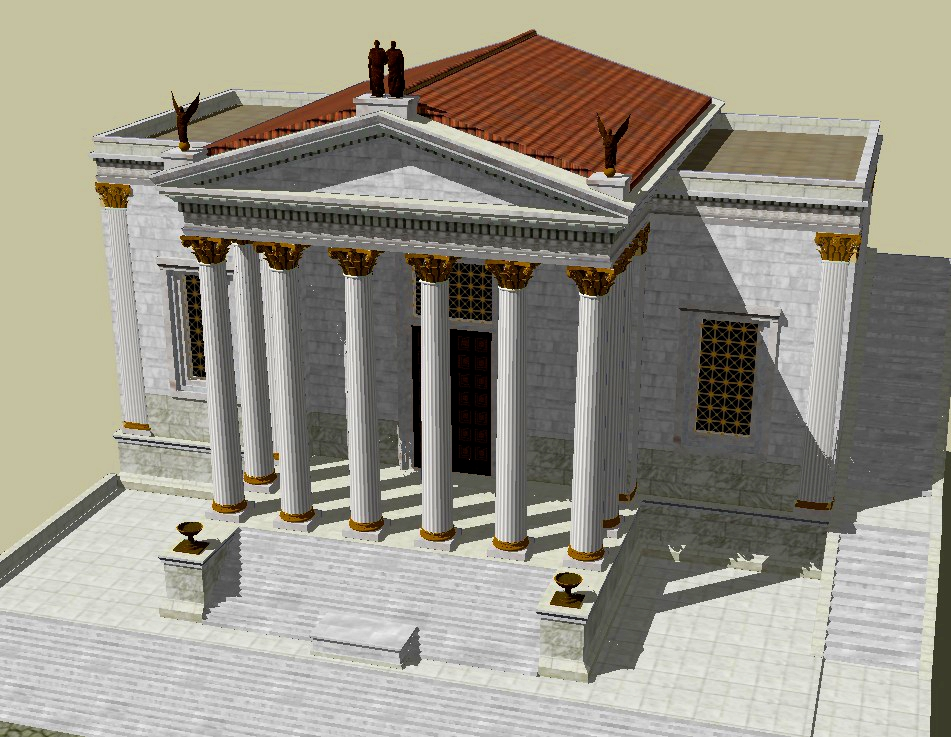
Reconstrucción digital del Templo de la Concordia en Roma.

Los dioses de Roma eran de origen latino y etrusco, a los cuales se sumaron con el tiempo divinidades griegas, egipcias y frigias, adaptando los nombres y, en algunos casos, también los atributos. Los principales eran Júpiter, Juno y Minerva, y esta fue la Tríada Capitolina por mucho tiempo. Durante la República, Marte fue de los más importantes y adorados. Los cultos consistían en libaciones, sacrificio de animales, plegarias, etc. Cada acto público, el inicio o la terminación de una guerra, el triunfo en una batalla, etc., estaba vinculado a la celebración de una ceremonia religiosa. Los cónsules tenían atribuciones no solo civiles, sino también religiosas, de modo que la religión pública era una cuestión de Estado, tolerando, por otro lado, todo tipo de cultos privados, siempre y cuando no fueran en contra de los preceptos religiosos estatales. Ante todo, el culto público era un medio de comunión política que no solo incluía a los ciudadanos romanos, sino que tendía un lazo de unión sobre la totalidad de pueblos que integraban el Imperio.
Para la mentalidad romana, cualquier acción individual o colectiva en la vida humana implicaba la participación, activa o pasiva, de las divinidades. El ámbito público no constituía ninguna excepción al respecto, sino todo lo contrario: los romanos atribuían a los dioses una presencia constante en cada una de las manifestaciones de la esfera política. Al respecto escribió Valerio Máximo:

Nuestra ciudad consideró que todo tenía que ser puesto siempre después de la religión, incluso aquellas cosas que quiso adornar con el honor de la suprema majestad. Por eso, los romanos no dudaron en poner al servicio de los actos sagrados sus poderes, pensando que gobernarían los asuntos humanos siempre que los sometieran de manera correcta y constante a la pujanza divina.
Valerio Máximo. Hechos y dichos memorables 1, 1, 9.

La materialización cultural de estas ideas se hizo de acuerdo con una concepción del Estado como una gran casa, bajo cuyo techo se cobijaban todos los ciudadanos. Así, los senadores fueron considerados los padres de la patria, y las vírgenes vestales fueron vistas como hijas de la comunidad, por lo que cualquier contacto sexual entre una de ellas y un ciudadano era visto como incesto. De este modo, muchos elementos de la esfera religiosa privada se incorporaran al ámbito de la actuación pública. Asimismo, numerosas prácticas inicialmente reservadas a grupos familiares o sociales limitados se institucionalizaron y alcanzaron, de este modo, un carácter colectivo. Al amparo de las nuevas necesidades también se crearon instituciones y prácticas religiosas con carácter estrictamente público.

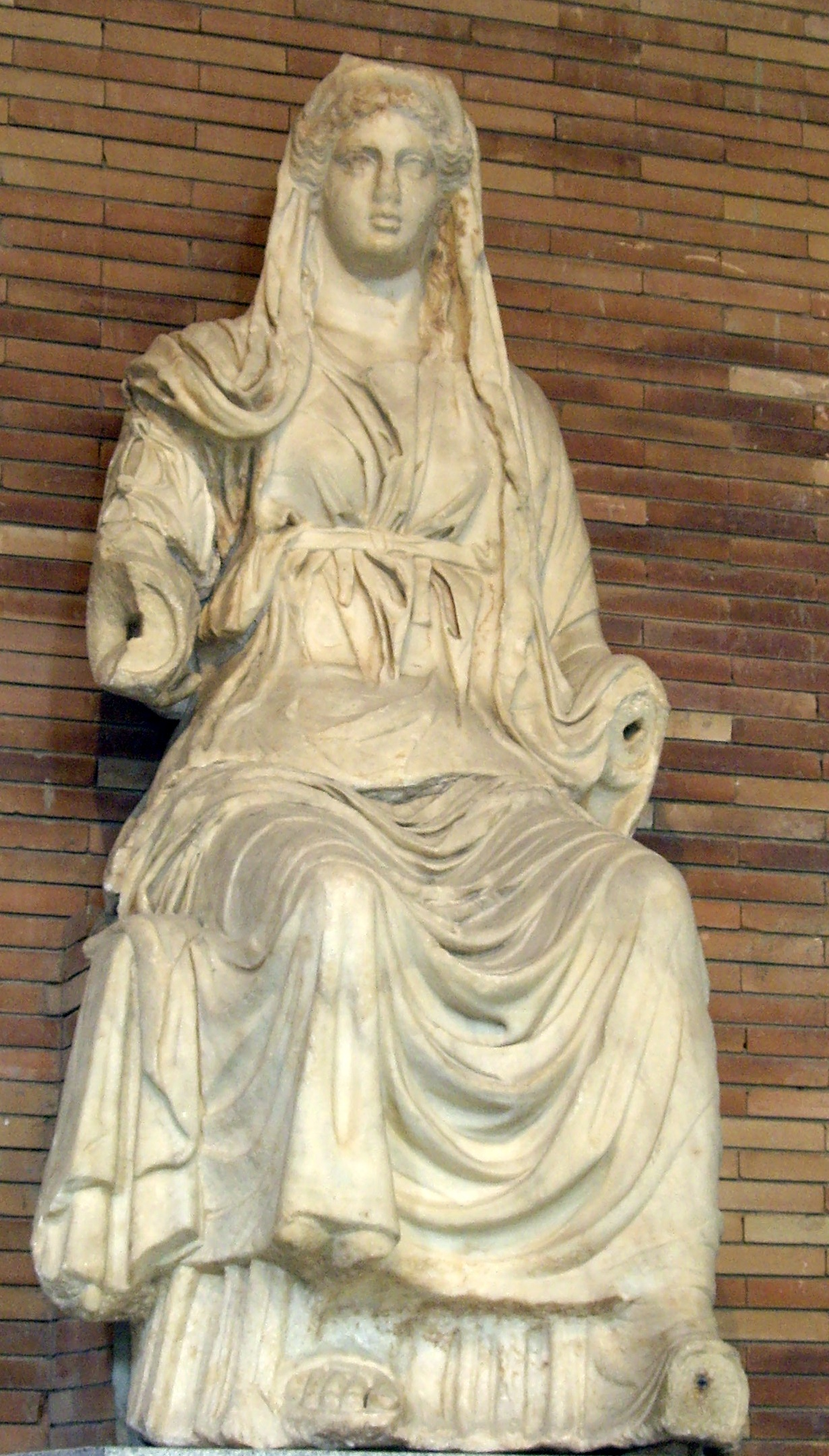
Estatua sedente de la diosa romana Ceres, procedente del foro de Augusta Emerita (Mérida, Badajoz, España).

Los cultos públicos eran oficiados por los sacerdotes, verdaderos funcionarios del culto a quienes no se les atribuía ningún poder divino. Al frente de todos estaba el Pontifex Maximus, encargado de elaborar el calendario y registrar los hechos memorables. Desde Octavio Augusto todos los emperadores llevaron también ese título.
Algunos sacerdotes (flamen) que estaban consagrados a una divinidad específica, eran sometidos a estrictas reglas. Así, al dios Marte le correspondía el Flamen Martialis, a Quirino el Flamen Quirinalis y a Júpiter el Flamen Dialis.
A los dioses se les dedicaron santuarios (aedicula) y templos (templum), y en algunos de ellos se encontraba la estatua del dios correspondiente. Para su mantenimiento, los diversos templos disponían de tierras propias, y contaban además con los ingresos procedentes de los depósitos judiciales.
Numerosas congregaciones y hermandades tomaban parte en las fiestas romanas, como los Frates Arvales, encargados de pedir en el mes de mayo los favores de la diosa de la fecundidad Bona Dea o Ceres, los sacerdotes encargados de la vigilancia de los fuegos sagrados de cada curia (Flamines curialis), los sacerdotes de la tribu de los Ticios; los jóvenes que bailaban y cantaban la danza de las armas eran los Salii (saltadores o Salios). Para adorar a Quirino también estaba un grupo de jóvenes danzantes (Salii Colini).
Los augures adivinaban el futuro en las entrañas de animales, el vuelo de las aves y otros signos considerados como signos enviados por los dioses (lo que les permitía retrasar ciertos actos si declaraban que los auspicios no eran favorables, y hasta podían lograr la anulación de votaciones, lo que les hacía muy influyentes), inspirados en las artes etruscas.
Otra institución vinculada a la religión era la de los feciales o Mensajeros del Estado, que perpetuaban por tradición oral los tratados concertados con otras ciudades, emitían dictámenes sobre violaciones y sobre derechos relativos a los tratados.

## El culto imperial

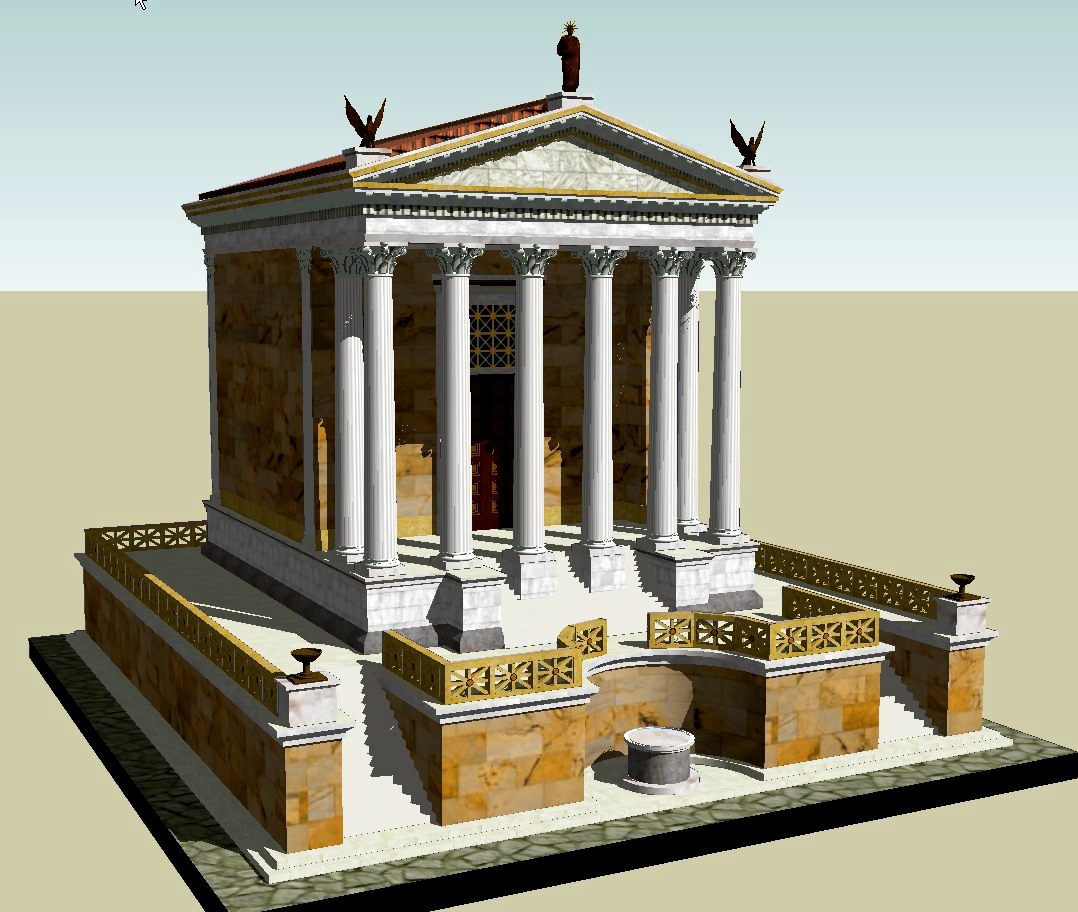
Reconstrucción digital del Templum Divi Iuli (Templo del Divino Julio), o Templo de César, en el Foro Romano.

En la época imperial, se generalizó el culto a los emperadores por el carácter providencial y sagrado que se les atribuyó. Dicho culto empezó ya a la muerte de Julio César, y se desarrolló, sobre todo, a partir del principado de Augusto. Este fue, precisamente, el efecto más original de la política religiosa de Augusto, que siguió la tendencia de los últimos tiempos de la República, mezclando íntimamente tradiciones nacionales y culto helenístico. Sobre todo, dio un impulso decisivo a las tendencias que habían sido recientemente afirmadas en Roma, que concedían a la figura del jefe un significado sagrado. Augusto supo unir las antiguas nociones latinas de numen y genius y las formas helenísticas de exaltación de los generales victoriosos para crear una mística relativa a su persona. Su genio, el Genius Caesaris, quedó ligado a los lares de los rincones sagrados, y recibió un culto al tiempo que los demás. Se elevaron templos en las provincias en honor del emperador, junto con templos a la misma Roma. A su muerte fue divinizado, y la ceremonia de la apoteosis imperial fue tomando forma. El culto imperial fue un legado que Augusto dejó a sus sucesores, que en general lo tomaron con prudencia. En determinados momentos del Imperio simbolizó el patriotismo de los ciudadanos.

## Infracciones religiosas
En la religión romana había dos tipos de infracciones religiosas: errores rituales e infracciones deliberadas.
- Errores rituales: Las infracciones cometidas por error en el ritual se podían reparar con la repetición de la ceremonia, pero considerando que no debía haber un lapso de tiempo demasiado grande entre el error y la reparación, ya que si así ocurría, el error se transformaba en impiedad. Para la reparación del error no se pedía de la persona ningún tipo de sentimiento íntimo como el arrepentimiento. En caso de que no se produjera adecuadamente la reparación de la infracción, el castigo se manifestaba con el rechazo público.[12]

- Infracciones deliberadas: Estas infracciones no admitían ningún tipo de reparación por haberse cometido de forma intencionada. Pero aunque un solo individuo fuera el origen de la falta, se entendía que la ira de los dioses se desataría contra toda la comunidad, bien fuera una ciudad o un poblado pequeño.[12]

## Los sacrificios

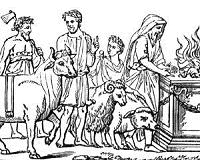
Escena de sacrificio de animales, que ilustra uno de los actos centrales de la religión romana.

Los sacrificios variaron según los tiempos, las circunstancias y la idea que se tenía de cada divinidad en particular. En un principio fueron comunes los sacrificios humanos, pero esta práctica fue pronto abandonada. Por otra parte, se ofrecían frutos en los altares, haciendo libaciones de vino, leche y aceite. Pero el tipo de sacrificio más generalizado fue el de animales. Se derramaba su sangre, se interpretaban los signos de sus entrañas, y se asaba la carne para comerla según las circunstancias. Regularmente solían sacrificar bueyes a Júpiter, toros a Marte, caballos a Neptuno, machos cabríos a Baco, vacas a Ceres y a Juno, ciervas a Diana y cabras a Fauno. El primer cuidado de los sacerdotes era examinar si la víctima estaba completamente limpia; en seguida la purificaban y los asistentes hacían lo mismo con agua lustral echada por aspersión. El agua lustral era agua consagrada por los sacerdotes apagando en ella un tizón encendido, cogido de la hoguera del sacrificio. A esta agua se le atribuían virtudes sagradas. Después de degollada la víctima, la rociaban con vino y la quemaban enteramente, si era holocausto. Por lo general los sacerdotes solían reservar la mayor y mejor parte de la víctima, y daban el resto a los que costeaban el sacrificio. Las ceremonias se concluían con danzas y cantando himnos en honor de la divinidad, pero durante el sacrificio mismo debía reinar el más profundo silencio. Todos los vasos e instrumentos que se usaban durante la ceremonia eran sagrados. A los dioses celestes se inmolaban víctimas blancas, porque el blanco es un color luminoso, y víctimas negras a los dioses del Inframundo. A los Lares se les sacrificaban casi todos los animales domésticos y las golondrinas, porque anidan en las chimeneas.

## Sacerdocio

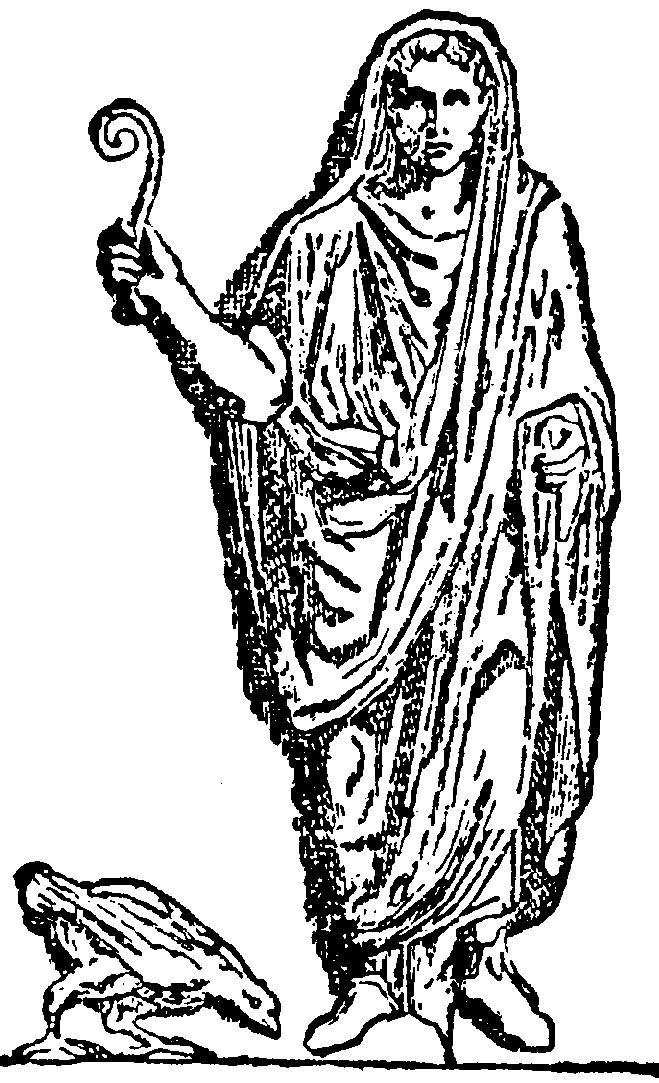
Augur, sacerdote que practicaba oficialmente la adivinación.

El sacerdocio en Roma tuvo principio en el culto a los dioses. Rómulo, eligiendo dos hombres de cada Curia, les confirió la honra de dicho ministerio. Numa Pompilio, que introdujo el culto a nuevos dioses, aumentó igualmente el número de sacerdotes destinados para su servicio. Pero esta dignidad se confirió en un principio exclusivamente a los patricios, de modo que para desempeñarse se practicaba una elección secreta entre los miembros que componían el Colegio, y en esta tradición siguieron hasta que el tribuno Publio Licinio Craso intentó, aunque en vano, transferir a la plebe el derecho de elección, obtenido finalmente gracias a Gneo Domicio Enobarbo, y por la Ley Domicia se transfirió a la plebe el derecho de elegir los sacerdotes, los sacrificadores y los feciales. Los colegios, pues, solamente conservaron el derecho de agregar o admitir en su cuerpo al recipiendario. Sila, por la Ley Cornelia, restituyó las cosas a su primer estado, pero este cambio duró poco tiempo porque trece años después, el tribuno Tito Labieno hizo restablecer, por la Ley Accia, la antigua Ley Domicia, devolviendo a la plebe el derecho de elegir sus sacerdotes. A pesar de todo, Marco Antonio supo eludirla, y varios emperadores se abrogaron el derecho de elección. El Senado, según Dion Casio, fue obligado a ceder esta prerrogativa. Con varias ceremonias se verificaba la elección de los sacerdotes, los cuales gozaban de ciertos privilegios y honores que no se concedían a los demás ciudadanos.
Los sacerdotes romanos se dividían en dos clases principales:
- 1. Los consagrados in sacris faciendis, los encargados de hacer sacrificios a todos los dioses.
- 2. Los consagrados exclusivamente a ciertas divinidades específicas.

Además había un tipo alternativo de sacerdocio, sin atribuciones marcadas, más involucrado con el pueblo, y con una relación más directa con los dioses. Los sacerdotes, de acuerdo a su vocación específica, integraban un Colegio o Asamblea en un solo cuerpo de muchas personas que ejercían un mismo tipo de funciones. Los colegios principales de las cuatro grandes dignidades sacerdotales fueron los de los Augures, Arúspices, Pontífices y Quindecimviros. Algunos autores colocan a los Setemviros en vez de los Arúspices. Cuando se acordaron los honores divinos a Augusto César, se añadió un quinto colegio, denominado Collegium Sodalium Augustalium. Pero la palabra Colegio no solo se aplicó a los cuerpos sacerdotales, sino también a los de Cónsules, Pretores, Cuestores y Tribunos. Julio César aumentó un nuevo sacerdote a los colegios de los Augures, Pontífices y Quindecimviros, y tres a los Setemviros. Después de la batalla de Accio, Augusto fue autorizado por el Senado a aumentar el número de integrantes de los diversos Colegios Sacerdotales en la cantidad que estimase conveniente; este poder se transfirió a sucesores, por lo que el número de sacerdotes de los Colegios varió a lo largo de la historia. Había otras corporaciones sacerdotales, menos importantes, pero formadas por ciudadanos distinguidos. Por último, la palabra Colegio se extendió a algunas asociaciones de la plebe, como las de mercaderes y artistas.

### Colegios sacerdotales
Pontífices: Eran considerados personas sagradas. La tradición hacía a Numa Pompilio el fundador de su Colegio, establecido con cuatro Pontífices escogidos de entre los patricios más ilustres, hasta que por instigaciones de los tribunos, entre los años 454 y 300 a.C., los cónsules Apuleyo Pansa y Valerio Corvo crearon otros cuatro Pontífices, pero de extracción plebeya. Desde Sila, que aumentó el número a quince, empezó la distinción entre Pontífices, llamándose mayores a los ocho antiguos, y menores a los siete restantes. Su abolición, como la de todos los demás Colegios sacerdotales romanos, ocurrió durante el mandato del emperador cristiano Teodosio I. Al Colegio de los Pontífices le correspondía todo lo concerniente al culto público, su reglamentación, los ritos, la explicación de los misterios, la supervisión de las vírgenes vestales, la consagración de los templos, la concesión de legitimidad de los oráculos, la reforma del calendario, y la salvaguarda en archivo de los anales de la historia romana. Los Pontífices, por distinción, iban a la cabeza de los magistrados, y presidían todos los juegos del Circo, anfiteatro y teatro, celebrados en honor de cualquier divinidad. Cuando un Pontífice se dirigía a la plebe, lo hacía con la fórmula «¡Hijos míos!». El Pontifex Maximus (Sumo Pontífice), presidía el Colegio. Era considerado intendente universal de todas las ceremonias públicas y particulares, conocedor de los misterios, rector de las Vestales, inspector de todos los Colegios sacerdotales y de los ministros de los sacrificios; además, era quien presidía las adopciones de los emperadores, conservaba los anales de la historia romana y tenía el conocimiento necesario para modificar el calendario. Por último, era el único ciudadano que no debía rendir cuentas al Senado ni al pueblo de Roma, y su dignidad era vitalicia.
Flamines o Filamines: Seguían en rango a los Pontífices; eran elegidos por el pueblo, y el Pontifex Maximus confirmaba la elección. Los Flamines mayores eran los tres primeros, elegidos entre los senadores; los Flamines menores eran los doce restantes, elegidos de entre la plebe. Cada Flamen estaba destinado al culto especial de una divinidad; su carácter sacerdotal era vitalicio, pero podía ser removido, y en este caso pasaba a llamarse Veflamen.
Avorum sacerdotes o Fratres Arvales: Según la tradición, pertenecían a la descendencia de los doce hijos de Aca Larentia; se creía que Rómulo los había instituido, y que había ejercido él mismo esta dignidad, concedida luego solamente a los hijos de las familias más ilustres de Roma; Uno de sus distintivos era una corona de espigas enlazadas con una cinta blanca. Tenían jurisdicción para decidir sobre los límites de las heredades y presidían las Ambarvales, fiestas en honor de la diosa Ceres, que celebraban dos veces al año. En el mes de abril hacían los sacrificios Ambarvales o Laurentales, y celebraban reuniones en el Templo de la Concordia.
Vestales: Sacerdotisas de Vesta. La tradición atribuyó a Numa la fundación de este Colegio sacerdotal, pero es muy probable que ya antes existieran. Tenían a su cargo la custodia del fuego sagrado y del palladium, con algunos sacrificios y ceremonias en honor de Vesta. Una de las Vestales debía pasar la noche en vela junto al fuego sagrado para que no se apagase; en caso de que eso ocurriera, la negligencia era repudiada como una calamidad pública y la Vestal responsable era azotada, lo que constituía una humillación, pues los azotes eran el castigo de los esclavos. Las iniciadas no debían tener menos de seis años, ni más de diez. Debían servir durante treinta años distribuidos así: diez de noviciado para aprender los misterios sagrados, otros diez ejerciendo las funciones del templo, y los últimos diez dedicados a instruir a las novicias.
Duumviros sacrorum: Elegidos por el pueblo reunido cuando se trataba de hacer la dedicación de un templo. En un principio, eran dos patricios encargados de cuidar los Libros Sibilinos. Entre los años 389 y 377 a. C. se crearon los Decemviros sacris faciendis con una ley que otorgaba la mitad de los votos de elección a la plebe. Sila aumentó el número a quince, y se llamaron Quindecimviros, dirigidos por un patriarca al que denominaban Magister Collegii, cuyo cargo era vitalicio. Julio César añadió otro, y así continuaron dieciséis hasta Augusto, que hizo subir el número a cuarenta o sesenta. En todo caso, su responsabilidad siguió siendo la custodia de los Libros Sibilinos, y su consulta en circunstancias apremiantes, pero siempre por decreto del Senado, que acordaba la ejecución de cuanto allí se enunciara. Dirigían igualmente los juegos Apolinarios y Seculares, y ordenaban las oraciones. Las hijas de estos sacerdotes quedaban exentas de servir como vestales.
Feciales: Pertenecientes a familias ilustres, fueron establecidos por Numa o, según algunos autores, por Anco Marcio. En total eran veinte, y su función principal era anunciar la paz, la guerra o las treguas. El patriarca de su Colegio se llamaba Pater Patratus, porque se procuraba elegir al más instruido. Al principio los Faciales eran escogidos por su propio Colegio, pero después su elección fue transferida a la plebe. El primer deber de los Feciales era que la República evitara las guerras injustas. Cuando un pueblo extranjero había invadido el territorio de Roma, se debía, en primer lugar, procurar una explicación razonable y el resarcimiento de la ofensa, pero si la paz ajustada se hacía en contra de alguna ley o era considerada injusta por la mayoría, los Faciales podían considerarla nula.
Epulones: Presidían los festines sagrados que se celebraban en los templos para honrar a Júpiter y a los otros dioses. En el año 560 de Roma (194 a. C.) los Pontífices tuvieron que practicar muchos sacrificios, por lo que decidieron consagrar a tres sacerdotes nuevos, a los que llamaron tres viri Epulones, para celebrar después de los juegos el epulare, sacrificio siempre seguido de un festín. Sila añadió luego cuatro más, que adjuntos a los tres anteriores se denominaron Setemviros Epulones. Su principal obligación era señalar y anunciar públicamente los días festivos para dar los festines con la mayor suntuosidad y magnificencia posibles. Julio César, aumentando el número a tres más, formó el Colegio de los Decemviros Epulones. Estos sacerdotes comunicaban con los Pontífices cuando estos habían omitido alguna ceremonia en el sacrificio, cometido alguna falta o inferido mancha, aunque fuese leve. Vestían la Pretexta, y su consagración era como la de los Pontífices. Estaban eximidos de prestar el servicio militar, y sus hijas de servir como Vestales.
Augures: Los Augures se denominaron en un principio Auspices. Se decía que Rómulo los había instituido, formando un Colegio de tres, en honor a las tribus Ramnenses, Tatienses y Luceres, en que dividió el pueblo romano. Servio Tulio aumentó un Augur más; después, entre 454 y 300 a. C. los tribunos de la plebe crearon de entre ellos cinco más, y de este modo fueron nueve hasta que Sila señaló el número en quince, o según algunos autores, en veinticuatro. Los Augures tenían su Colegio particular con un patriarca llamado Magister Collegii. Gozaban de las mayores distinciones, y aunque algunos fuesen culpados de crímenes, no por eso perdían sus prerrogativas, honor que no se dispensaba a los otros Colegios sacerdotales. Los Augures se congregaban una vez al mes, hasta que su Colegio fue suprimido por orden del emperador cristiano Teodosio I.
Lupercos (Luperci): Los sacerdotes de Luperco o Pan, debieron su fundación a Evandro, y Rómulo, según la leyenda, los introdujo en Roma. Pertenecían a familias patricias; al principio se dividían en dos Colegios: Fabios y Quintilianos, para recordar los dos partidos de Remo y Rómulo dirigidos por Fabio y Quintilio. Julio César creó un nuevo Colegio de Luperci en su propio honor: el de los Julianos. Celebraban las fiestas Lupercales con una procesión en 15 de febrero. Estos sacerdotes pervivieron hasta el reinado del emperador Anastasio I.
Curiones: Fueron establecidos por Rómulo, según la tradición, como jefes espirituales que presidían el sacrificio de cada Curia y las fiestas de los particulares. Estos sacerdotes, que debían tener cincuenta años de edad y ser de buenas costumbres, estaban subordinados a un patriarca al que llamaban Curio Maximus, elegido por ellos mismos en una asamblea llamada Comitia Curiata. El Curio Maximus anunciaba las fiestas Fornacales.
Decuriones: Según Dion Casio, tenían a su cargo la representación de los cuejos del circo y los espectáculos.

### Sacerdotes menores y auxiliares
Existían también sacerdotes auxiliares que no tenían relación directa con lo dioses, y que formaban un orden diferente o alternativo.
Camilos: Auxiliares de los sacerdotes en los sacrificios y en los misterios de los grandes dioses del Panteón.
Edítuos: Tesoreros de los templos, encargados de la custodia de los vasos sagrados y demás elementos rituales.
Fictores: Sacrificadores menores que hacían una figura en masa o cera de la víctima para proceder a un falso sacrificio, que pasaba por verdadero cuando no era posible encontrar el animal apropiado.
Pausarios: Encargados de planear las pausas en las procesiones solemnes.
Pularios: Encargados de cuidar las aves consagradas para la interpretación de presagios.
Calatores: Auxiliares cuya principal obligación era anunciar el cese de los trabajos cuando se realizaba un sacrificio.

## Festividades

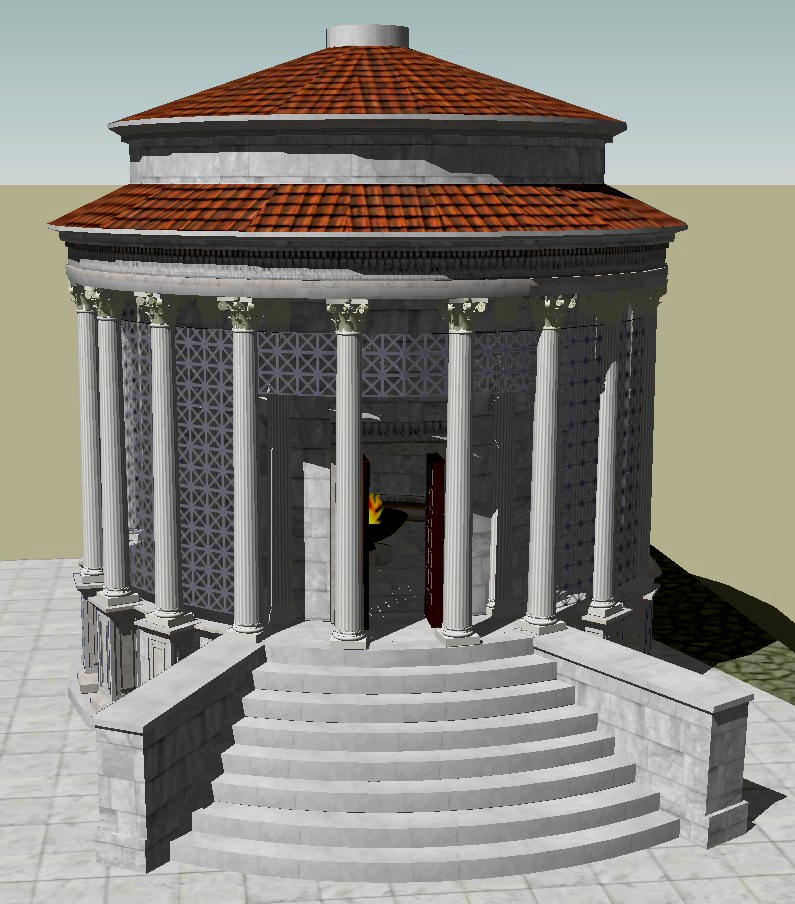
Reconstrucción digital del Templo de Vesta.

Festividades del ámbito productivo y reproductivo:
Desde época ancestral, se celebraban en Roma toda una serie de rituales, en principio con el objetivo de propiciar la fertilidad de la tierra y la continuación de la sociedad. Entre estas celebraciones destinadas a favorecer las cosechas y proteger los rebaños revestían una vital importancia las celebradas en el Palatino, la colina donde estableció su sede uno de los primeros núcleos poblacionales de Roma. Las dos principales celebraciones eran los Parilia, o Palilia, y los Lupercalia. También tenían lugar otras festividades como los Fordicilia y la fiesta de Dea Dia.
Festividades relacionadas con el ciclo de la guerra:
En Roma también había festividades relacionadas con el ciclo de la guerra. Dicho ciclo se iniciaba con el advenimiento del buen tiempo, en el mes de marzo, y terminaba en el mes de octubre, con la llegada del frío. Entonces se celebraban una serie de ceremonias que tenían por objetivo la purificación de las armas y los participantes en las campañas militares de verano. Se practicaban sacrificios para salvaguardar y proteger la potencia bélica de la ciudad. Las fiestas bélicas más importantes eran el October Equus, y el armilistrum. El 15 de octubre se celebraba el October Equus («caballo de octubre»). Era una carrera de bigas -carros tirados por dos caballos- que tenía lugar en el Campo de Marte. Uno de los caballos que tomaba parte en dicha carrera, adornado con una collera, era sacrificado a Marte. Las vestales recogían la sangre del caballo para elaborar el suffimen, un fumigante que se usaba ritualmente durante los Parilia. El 19 de octubre tenía lugar el armilustrium («lustración de las armas»). Mediante la celebración de un sacrificio, se pretendía purificar las armas de la sangre de los enemigos, para que no contaminaran la ciudad.
Festividades del ámbito político y jurídico:
Cada año, cuando el Pontifex Maximus elaboraba el calendario, asignaba uno o más días de fiestas en honor de cada una de las divinidades del panteón, tanto las pertenecientes a la tradición romana como cualquiera otra de las asimiladas con posterioridad. Para honrar a los dioses, se celebraban fiestas y juegos. La festividad más importante de este tipo era la Saturnalia, en el mes de diciembre (entre el 17 y 23), dedicadas al dios Saturno. En las Saturnalia se hacían sacrificios en honor de Saturno y se celebraban fiestas populares. Los esclavos gozaban de gran libertad y estaban exentos esos días de sus obligaciones hacia sus amos. Éstos, por tanto, debían realizar muchas tareas propias de los esclavos, por lo que se decía que en estas fiestas se invertían los papeles de las clases sociales. Además de las fiestas religiosas, se celebraban los juegos (ludi en latín) en donde se mezclaban competiciones (teatrales, deportivas, carreras de carros, lucha de gladiadores...) con ceremonias a los dioses. Entre los más destacados estaban los Juegos romanos (Ludi Romani), en honor de Júpiter y los Juegos Apolinares (Ludi Apollinares), en honor de Apolo.
En resumen, algunas de las festividades romanas más importantes fueron:

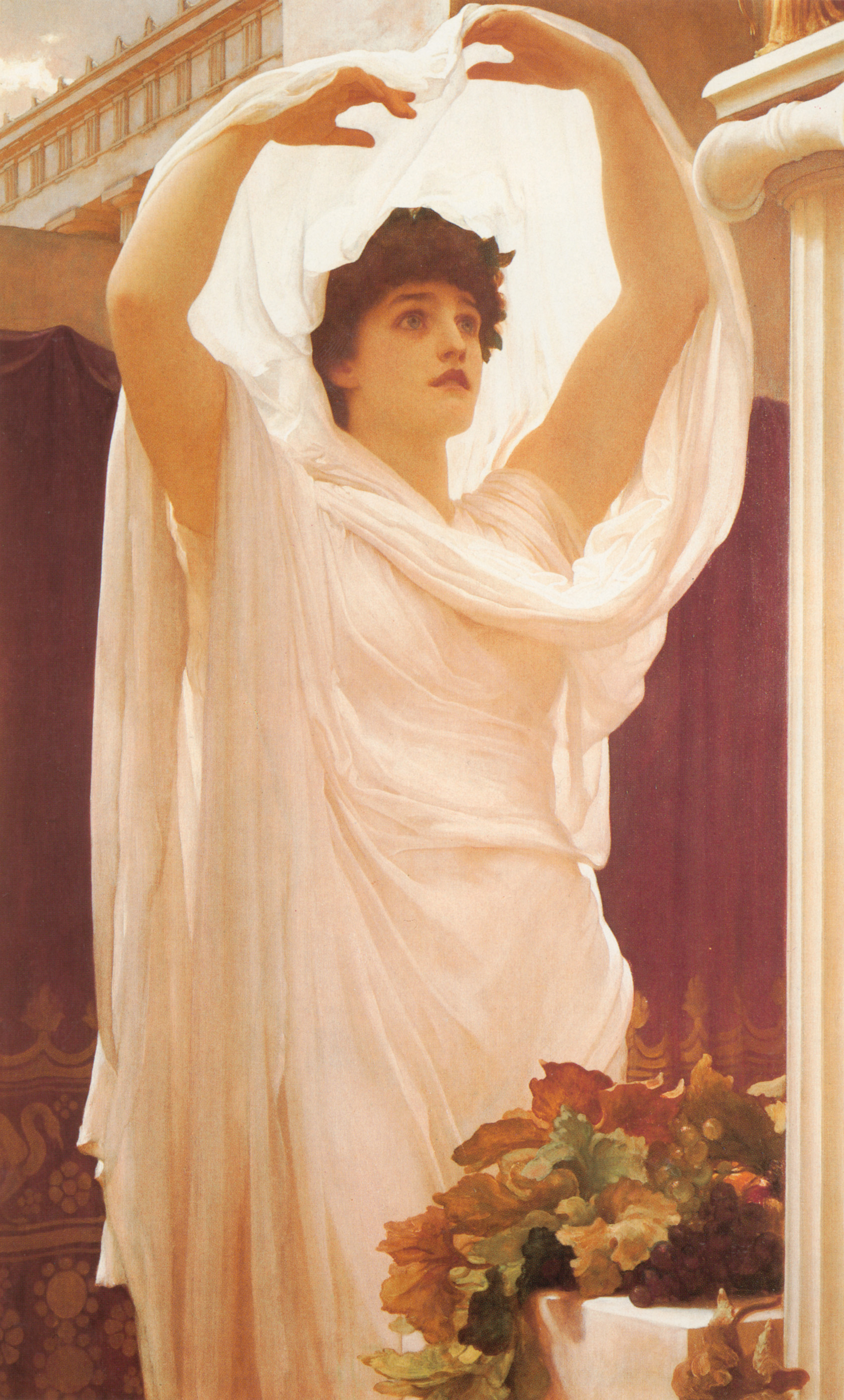
Invocación de una virgen vestal, óleo de F. Leighton.

- La fiesta del lobo (Lupercalia) en honor al dios de los socorros Faunus, y en que los danzantes eran los Lupercos;
- La fiesta de Hércules, con las cofradías de los Poticianos y los Pinazianos;
- La de Júpiter Capitolino.
- Las fiestas en honor de Roma estaban presididas por seis vírgenes llamadas Vestales.
- La fiesta de Marte se celebraba del 1 al 23 de marzo;
- La fiesta de la diosa Tellus (diosa de los campos sembrados) era el 15 de abril y se llamaban Fordicida.
- El 19 de abril eran las fiestas de Ceres (Cerialia)
- El 21 de abril era la fiesta de la Parilia, dedicada al dios de los rebaños Pales.

Otras fiestas eran las  Vinalia (23 de abril), Las Robigalia (25 de abril), las Saturnalia (17 de diciembre), la Lemuralia (en el mes de mayo), las Compitalia y otras. La principal fiesta romana eran los Juegos (Ludi Romani o Ludi maximi o Ludi Magni), costumbre importada de Etruria.
Por otra parte, fueron celebradas por mucho tiempo las Bacanales en honor a Baco, pero el escándalo de estas fiestas, donde se suponía que se planeaban muchas clases de crímenes y conspiraciones políticas, provocó en 186 a. C. un decreto del Senado —el llamado Senatus consultum de Bacchanalibus, inscrito en una tablilla de bronce descubierta en Calabria (1640) y actualmente en Viena— por el que las Bacanales fueron prohibidas en toda Italia, excepto en ciertas ocasiones especiales que debían ser aprobadas específicamente por el Senado. Sin embargo, pese al severo castigo infligido a quienes se sorprendiera violando este decreto, las Bacanales no pudieron ser totalmente sofocadas, especialmente en el sur de Italia, durante mucho tiempo.
Los carnavales actuales, en la cultura occidental, provienen de la herencia de las antiguas Bacanales, Saturnales y Lupercales.

Festival de la Vinalia. Óleo de Lawrence Alma-Tadema (1870).

## Helenización de la religión romana
Cuando Grecia fue sometida al Imperio romano, trasplantó muchas de sus costumbres y de su civilización en general, además de que su lengua empezó a ser aprendida por los intelectuales romanos. Estos adoptaron a casi todas las deidades griegas, adaptando sus nombres y, en algunos casos, sus atributos. Así, Afrodita era Venus, Febo era Apolo, Ares era Marte o Poseidón era Neptuno.

## Genealogía de los dioses en la mitología romana
La genealogía divina comenzó con el Caos, confusión elemental, del que nacieron dos hijos, la Noche y Erebo (Oscuridad). De estos dos nació Amor que creó la Luz y el Día. Después la Tierra y el Cielo, Tellus/Gea y Urano. 
De la unión entre Urano y Rea nacieron los doce titanes, de los cuales dos, Saturno y Cibeles, engendraron a la primera generación de dioses, a saber: Júpiter, el todopoderoso dios del cielo; Juno, su esposa, diosa del cielo y del matrimonio; Neptuno, que reina sobre el mar; y Plutón, señor del reino de los muertos. Además, la virilidad de Urano tuvo una polución sobre el mar y de ella nació Venus, la diosa de la fertilidad y la belleza. 
Saturno, el más joven de los titanes, devoraba a sus hijos según iban naciendo, solo escapó Júpiter con la ayuda de su abuela, Rea. A Saturno le habían predicho que sería destronado por sus hijos, tal como ocurrió.
Tras este extenso árbol genealógico, se llega a Júpiter, que era el dios Supremo, padre espiritual de los dioses y hombres.
Su esposa y hermana, Juno, era la reina de los cielos y guardiana del matrimonio. Otros dioses asociados a los cielos son Vulcano, dios del fuego y los herreros, Minerva, diosa de la sabiduría y de la guerra, y Febo, dios de la luz, la poesía y la música. Vesta, diosa del hogar, y Mercurio, mensajero de los dioses y soberano de la ciencia y la invención, eran encargados de reunir al resto de los dioses del firmamento.
Como castigo por haber participado en la lucha de los gigantes contra Júpiter, Atlas, descendiente de los doce titanes y primo de Júpiter, Neptuno, Plutón, Juno, Ceres y Vesta, fue condenado a soportar sobre sus hombros el peso de la Tierra por toda la eternidad.
A los dioses de primera generación, hijos de los titanes, se sumaban los de la segunda generación, nacidos unos de la unión entre Júpiter y Juno, y otros de las múltiples aventuras en las que el fogoso Júpiter se complacía: Marte, dios de la guerra; Vulcano, dios del fuego; Minerva; la inteligencia; Apolo, el sol y las artes: Diana, la luna, la castidad; y Tellus, personificaba la madre tierra, hija de Caos.

## Cultos orientales
Desde los inicios de la religión romana, se siguieron con actitud conservadora los ceremoniales y sacerdocios originarios, pero integrando, en el curso de un desarrollo orgánico, todo tipo de cultos extranjeros. Desde el período helenístico hasta la implantación del cristianismo como religión oficial del Imperio, se experimentaron procesos de profunda transformación de los sentimientos religiosos. Los cultos orientales desempeñaron en este proceso un papel de extraordinaria importancia. Algunos de los cultos que más ganaron popularidad fueron:
- El culto de la Magna Mater/Cibeles, originario de Frigia, en Asia Menor (actual Turquía).
- Los cultos de Isis y Osiris, procedentes de Egipto.
- El culto de Mitra, originario de Persia e India.

En el siglo IV, cuando se produce la confrontación dialéctica radical entre el cristianismo y la religión romana, los cultos orientales mantendrán vigorosamente la oposición contra los cristianos. De este modo, las expresiones religiosas que en un principio fueron exóticas, se convertirán en paladines de la defensa del Estado tradicional pagano. Sin embargo, el cristianismo se considera una religión de origen oriental, y desde los padres de la Iglesia se ha reconocido la herencia de los misterios orientales en los ritos cristianos.

## Plantas y animales consagrados a los dioses
La mayor parte de las plantas y los animales consagrados a los dioses tenían alguna relación con sus nombres, con sus atributos o con su carácter.
Aves:

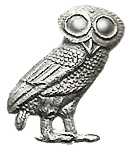
El mochuelo de Minerva, posteriormente utilizado como símbolo de la orden de los Illuminati.

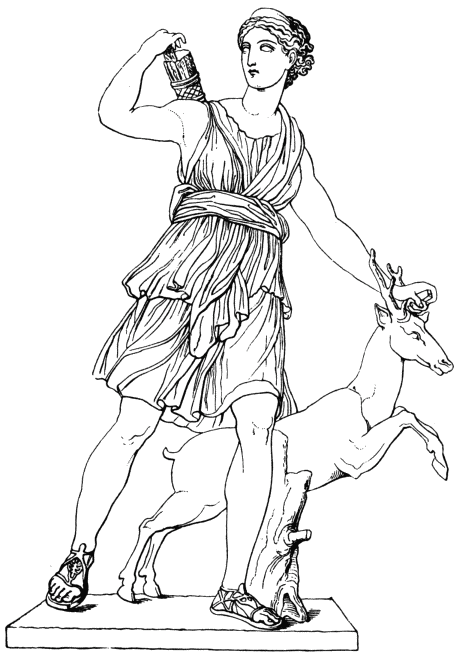
Diana con una cierva.

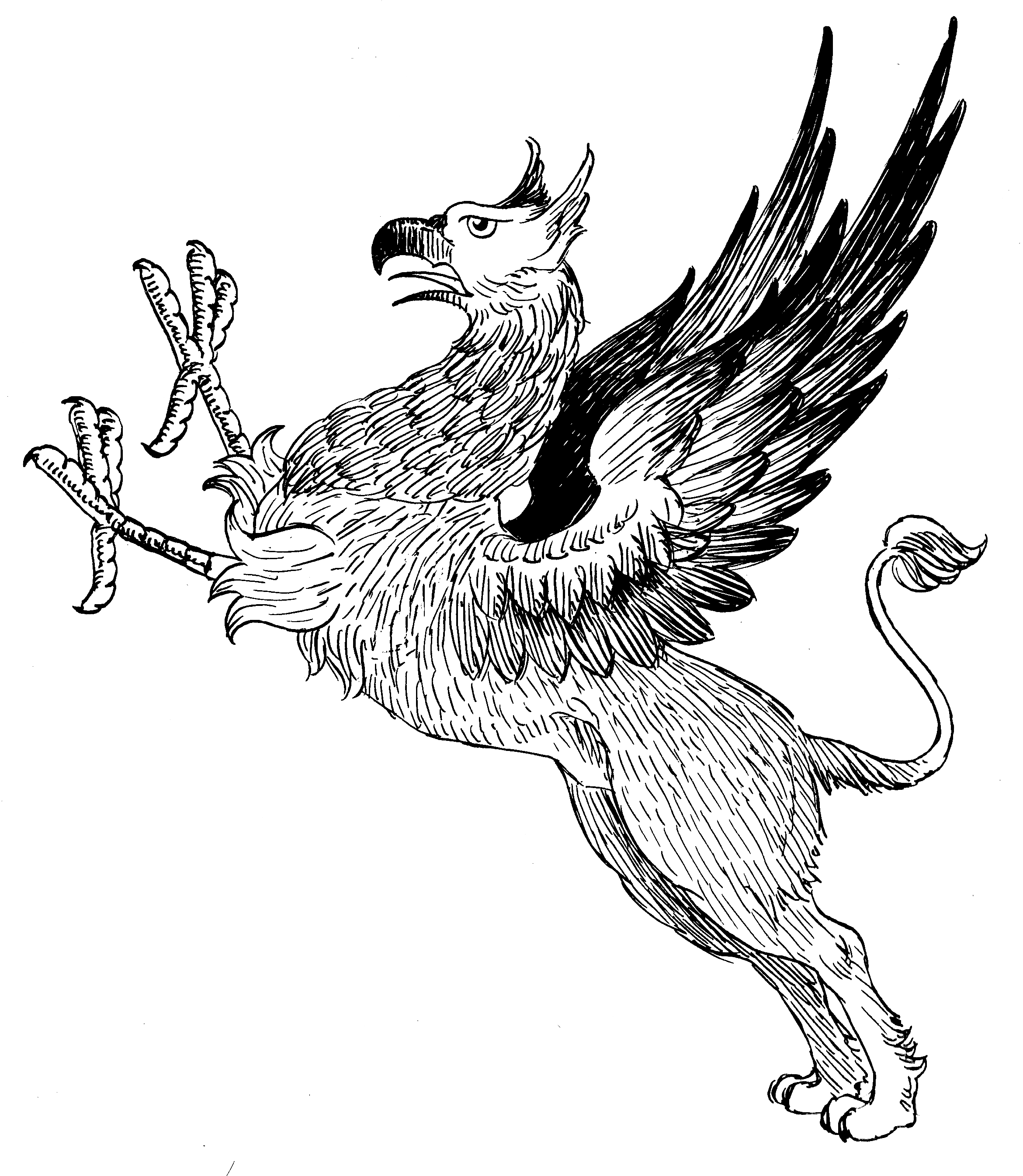
Grifo, animal fabuloso asociado a Apolo.

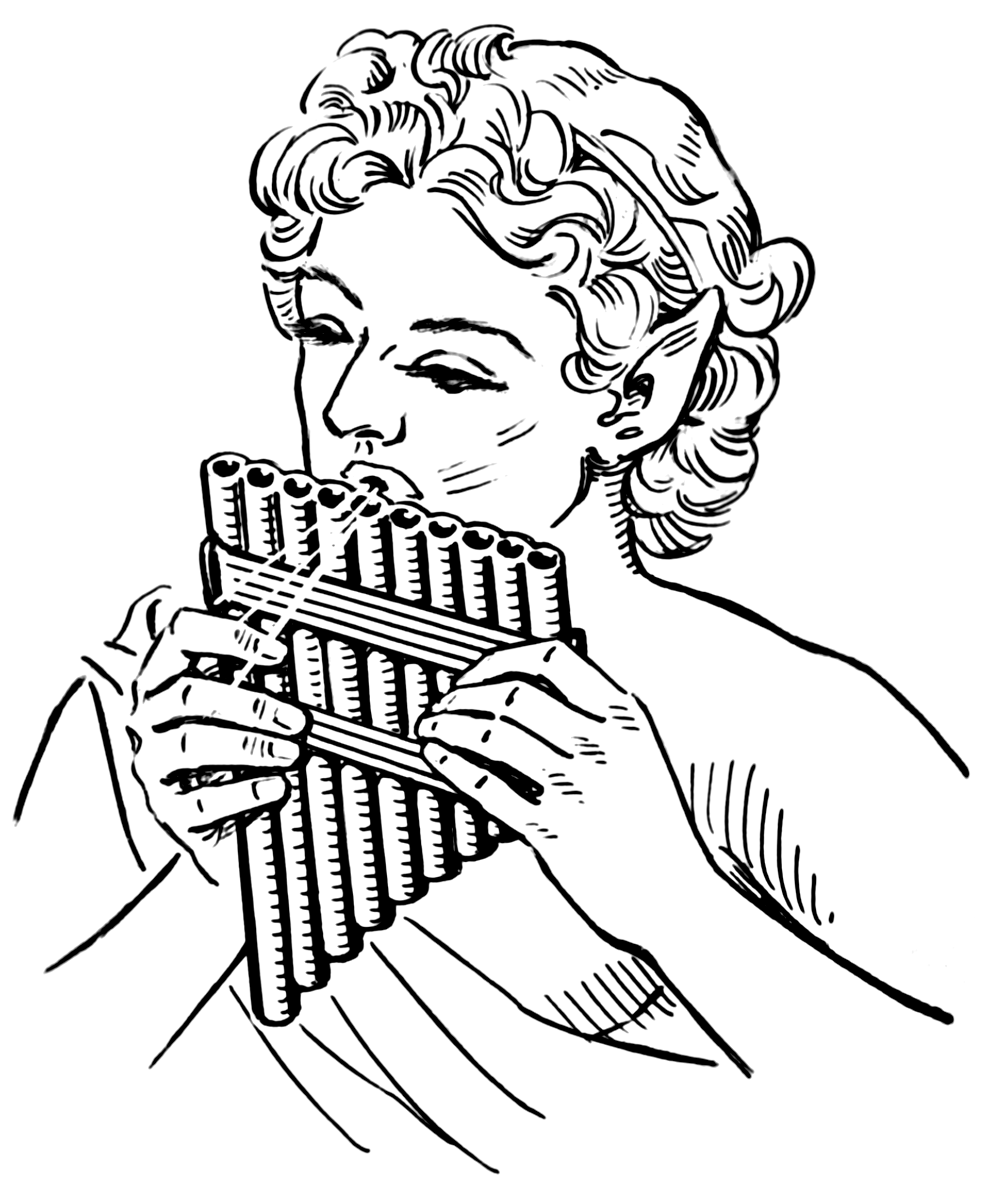
Con la caña se fabricaba la flauta de Pan.

Corona de laurel, asociada a Apolo.

- Júpiter: el águila, símbolo del Imperio romano, por ser el ave que más remonta el vuelo.[14]
- Juno: el pavo real, que siempre la acompaña, símbolo del orgullo.[14]
- Venus: la paloma y el gorrión, que representan la lujuria.[14]  Dos palomas tiraban del carro de Venus.
- Minerva: el mochuelo, porque este animal ve claro por la noche, de modo que representa a los artesanos laboriosos que trabajan hasta la noche; también como símbolo del genio superior cuya mirada penetra hasta donde los mortales comunes no son capaces, y de este modo, simboliza la sabiduría.[28]
- Apolo: el cuervo (por ser un ave oracular),[29] el cisne (por la creencia de que canta antes de morir, y ser Apolo el dios de la música)[30] y el gavilán (porque es la única ave que vuela mirando de frente los rayos del sol, y ser Apolo el dios de la luz).[31]
- Marte: el gallo y el picoverde.
- Esculapio: el gallo, porque es un animal que hace abandonar la cama, igual que la medicina, de la que Esculapio era el dios.[14]
- Isis: el ganso.
- Hércules: el cuervo.
- Tetis: el alción (Tetis es una divinidad marina, y alción en griego significa «el que cría en el mar», pues estas aves anidan a poca altura del nivel del agua).[32]
- Baco: la urraca.

Cuadrúpedos:
- Juno: el cordero.
- Marte: el lobo y el caballo; este último, porque sirve para la guerra.[14]
- Vulcano: el león, por ser un animal de las regiones meridionales, donde hace mucho calor.[14]
- Lares y Penates: el perro.
- Las Furias: la oveja.
- Hércules: el ciervo.
- Diana: la cierva.
- Hécate: la cerda.
- Príapo: el asno.

Animales fabulosos:
- Baco: el dragón.
- Apolo: el grifo.
- Febo y Helios: el fénix.
- Hércules: la hidra.

Peces:
- Neptuno: el atún.
- Diana: el barbo.
- Venus: la anchoa.

Reptiles:
- Esculapio: la serpiente.

Plantas y árboles:
- Júpiter: el haya y la encina.
- Juno: el lirio.
- Cibeles: el pino y la encina.
- Minerva: el olivo.
- Ceres: el tejo, el azafrán y la adormidera.
- Apolo: el laurel y el jacinto.
- Baco: la viña, la yedra, el pámpano y las hojas de higuera.
- Plutón: el ciprés, el narciso y el capilar.
- Las Furias: el enebro, el narciso y el espino cerval.
- Proserpina: el narciso.
- Venus: el mirto y el rosal.
- Silvano: el ciprés y la encina.
- Pan: la caña y el pino.
- Fauno: el pino.
- Mercurio: la verdolaga.
- Lucina: el dictamo y la adormidera.
- Lares y Penates: el ajo.
- Hércules: el álamo.
- Hebe: la yedra.
- Las Musas: la palma.
- Los Genios: el plátano.

## El cristianismo

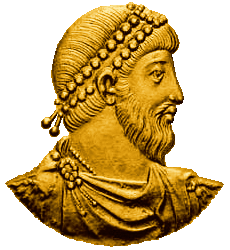
El emperador Juliano II, llamado «El Apóstata», fue el último emperador «pagano». Intentó sin éxito combatir el cristianismo y restablecer la religión romana tradicional.

En la época final del Imperio romano, y sobre todo durante los siglos III y IV, el cristianismo fue ganando cada vez más adeptos. El emperador Constantino I convocó el Primer Concilio de Nicea en 325, que otorgó legitimidad legal al cristianismo en el Imperio romano por primera vez. Se considera que esto fue esencial para la expansión de esta religión, y los historiadores, desde Lactancio y Eusebio de Cesarea hasta nuestros días, le presentan como el primer emperador cristiano, si bien fue bautizado cuando ya se encontraba en su lecho de muerte. Posteriormente, hubo un intento de renovación de la religión romana tradicional a cargo del emperador Juliano II, llamado por los cristianos «El Apóstata», quien fue el último emperador «pagano», pues tras su muerte el cristianismo terminaría de consolidarse. Finalmente, el 27 de febrero de 380, el emperador Teodosio I declaró el cristianismo en su versión ortodoxa la única religión imperial legítima, acabando con el apoyo del Estado a la religión romana tradicional y prohibiendo la adoración pública de los antiguos dioses.